# Benoît Badiashile
Benoît Badiashile Mukinayi (* 26. März 2001 in Limoges) ist ein französischer Fußballspieler. Der Innenverteidiger steht beim FC Chelsea in der Premier League unter Vertrag und ist A-Nationalspieler.

## Karriere

### Verein
Badiashile begann das Fußballspielen im Jahr 2007 beim FC Limoges. Nach einem Jahr wechselte er zum SC Malesherbes und 2016 zur AS Monaco. Sein Debüt für die Profimannschaft in der Ligue 1 gab er im November 2018 gegen Paris Saint-Germain; anschließend war Badiashile sofort Stammspieler in Monacos Innenverteidigung. In seiner ersten Saison spielte er mit den Monegassen in der Champions League und kam dort zu zwei Einsätzen. Darüber hinaus spielte er in 4 Pokalspielen und 20-mal in der Liga, wobei er ein Tor erzielte. Auch in der Spielzeit 2019/20 war Badiashile eine feste Größe in Monacos Kader und stand regelmäßig in der Startelf.
Im Januar 2023 wechselte Badiashile zum FC Chelsea in die Premier League und unterschrieb einen Vertrag bis 2029.

### Nationalmannschaft
Badiashile kommt seit 2016 für französische Jugendnationalmannschaften zum Einsatz. Mit der U19-Auswahl nahm er an der U19-Europameisterschaft 2019 in Armenien teil und erreichte das Halbfinale. Im September 2022 debütierte er in der A-Nationalmannschaft.

## Erfolge
FC Chelsea
- Conference-League-Sieger: 2025